# Lâm Đồng
Lâm Đồng är en provins i Tây Nguyên med 1 246 200 invånare (2013). Dess huvudstad är Đà Lạt.